# Monstrous Regiment
Monstrous Regiment è un romanzo fantasy satirico del 2003 di Terry Pratchett, trentunesimo romanzo della serie del Mondo Disco. Al 2013 risulta inedito in italiano. 
Il romanzo prende il nome dal libello anticattolico di John Knox (XVI secolo), il cui titolo completo è The First Blast of the Trumpet Against the Monstrous Regiment of Women ("Il primo squillo di tromba contro il mostruoso reggimento di donne"). Il romanzo è una parodia del filone sul tema del "travestimento in guerra", ma al tempo stesso ha sviluppi che vanno dal satirico fino al drammatico.
L'illustrazione sulla copertina dell'edizione inglese, ad opera di Paul Kidby, è una parodia della fotografia della battaglia di Iwo Jima di Joe Rosenthal.

## Trama
La giovane Polly Perks, decisa a trovare il fratello sperduto in battaglia, si traveste da uomo e si arruola nell'esercito di Borogravia, sullo sfondo della guerra tra Borogravia e Zlobenia e gli interessi politici (e umani) della città-stato di Ankh-Morpork. Nel corso della storia scopre di non essere l'unica donna travestita da uomo nel reggimento.
Oltre a Polly "Oliver", il Decimo Reggimento annovera tra i suoi membri varie altre persone, tra cui un "Igor", un troll, e un vampiro riformato. 
Gli sviluppi della guerra sono seguiti da Samuel Vimes, in missione diplomatica all'estero.

## Personaggi

### Decimo Reggimento ("Cheesemongers")
- Soldato Polly Oliver "Ozzer" Perks: la protagonista.
- Sergente Jack Jackrum: l'astutissimo, diabolico e premuroso sergente. Per lui "sergente" non è solo un titolo, ma un modo di essere.
- Caporale Strappi alias tenente Strappi: un prepotente. In realtà, ha l'incarico di spiare il morale delle truppe. Diserta prima della partenza per il fronte, dopo aver continuamente insistito con continui discorsi di patriottismo.
- Tenente Blouse: ufficiale al suo primo comando. Ingenuo, idealista, con un genio inatteso per la matematica, i codici e le telecomunicazioni, ma comunque "stupido come solo le persone molto intelligenti sanno esserlo".
- Soldato Magda "Tonker" Halter: ha un temperamento violento e determinato. È fuggita dalla "Scuola di Lavoro per Ragazze". È sentimentalmente legata a Lofty.
- Soldato Tilda "Lofty" Tewt: come Tonker, è fuggita dalla "Scuola di Lavoro per Ragazze". Parla raramente ed ha un aspetto pacifico, ma in realtà è una piromane, le cui abilità si riveleranno particolarmente utili nel finale del libro.
- Soldato Betty "Shufti" Manickle: cuoca provetta, estremamente ingenua, è entrata nell'esercito per riavvicinarsi al suo "fidanzato". È incinta.
- Soldato Alice "Wazzer" Goom: estremamente religiosa. Come Tonker e Lofty, viene dalla "Scuola di Lavoro per Ragazze", ma a differenza di loro ha sviluppato un temperamento fortemente mistico (in altre parole, Tonker la ritiene pazza da legare). Ha visioni della Duchessa, che le parla. Metterà sull'attenti gli zombi di una cripta. Parodia di Giovanna d'Arco.
- Soldato Igor: un "Igor". In realtà, un'Igorina. La sua capigliatura originale è nascosta dentro un vaso, dove continua a crescere. Si è travestita per dimostrare di avere le stesse abilità chirurgiche di qualsiasi altro Igor maschio.
- Soldato Carborundum/Jade: troll femmina. Si lascia crescere muschio e licheni addosso per apparire più mascolina, dato che fra i troll rocciosi del disco le femmine sono incoraggiate a mantenersi levigate, in modo simile alla depilazione femminile fra gli umani.
- Caporale Maladict: vampiro riformato che ha trasferito la sua "sete" dal sangue al caffè. Il suo genere preciso viene rivelato solo alla fine del libro.
- La Duchessa: sovrana di Borogravia, scomparsa dalla scena pubblica tempo prima e assurta a figura religiosa.
- Nuggan: dio di Borogravia. Noto per l'elenco di proibizioni. Durante il libro, queste proibizioni diventano sempre più bizzarre e sempre più inapplicabili. Alla fine del libro sono stati proibiti anche i rumori notturni, il fare bambini e il colore blu del cielo.

### Zlobeniani
- Il principe Heinrich: grasso, baffuto e col monocolo, comanda Zlobenia.

### Soldati di Ankh-Morpork
- Samuel Vimes, comandante della Guardia Cittadina di Ankh-Morpork e, suo malgrado, Duca della città.
- Angua, lupa mannara della Guardia Cittadina di Ankh-Morpork. Seguirà da vicino i protagonisti, occasionalmente dando loro aiuti inaspettati.
- Buggy, agente aereo della Guardia, osserva dall'alto gli sviluppi della storia. Vola cavalcando una poiana.

### Giornalisti
Tutti i giornalisti che compaiono nella storia vengono da Ankh-Morpork e quindi sono considerati con sospetto dai Borogravi. Essi sono: 
- William de Worde: giornalista del quotidiano "La Verità" (The Truth).
- Otto Chriek: fotografo e vampiro riformato. Veste in modo esageratamente "vampiresco", con mantello e pizzi. Ha trasferito la sua sete dal sangue alla luce e alla ricerca di immagini, d'accordo con la sua attività di fotografo. Ciò ha l'effetto "secondario" di mandarlo in continuazione in polvere, ma il fotografo sa come reintegrarsi in continuazione.

## Edizioni
- Terry Pratchett, Monstrous Regiment, Doubleday,  p. 352, ISBN 0-385-60340-1.